# Asticta vulcanea
Asticta vulcanea är en fjärilsart som beskrevs av Butler 1881. Asticta vulcanea ingår i släktet Asticta och familjen nattflyn. Inga underarter finns listade i Catalogue of Life.